# Clallam County
Clallam County är ett administrativt område i delstaten Washington, USA. År 2010 hade countyt  71 404 invånare. Den administrativa huvudorten (county seat) är Port Angeles.
Del av Olympic nationalpark ligger i countyt. 

## Geografi
Enligt United States Census Bureau så har countyt en total area på 6 915 km². 4 504 km² av den arean är land och 2 411 km² är vatten. 

### Angränsande countyn
- Jefferson County, Washington - syd, öst
- countyt gränsar mot Kanada i norr och nordöst